# Jorge Juan y Santacilia
Jorge Juan y Santacilia (Novelda, Alicante, 5 de janeiro de 1713 — Madrid, 21 de junho de 1773) foi um matemático, cientista, oficial naval e navegador, que se distinguiu no campo da geodesia ao provar que a Terra é oblata, desviando-se da esfericidade pelo achatamento polar. Também introduziu técnicas de medição barométrica das altitudes, conseguindo determinar com sucesso a elevação de alguns picos dos Andes recorrendo a barometria.